# Special Reserve
Special Reserve — компіляція репера Обі Трайса. У піснях «Got Hungry», «I Am», «On & On» та «4 Stories» присутні скретчі DJ Grouch (Turnstylez Crew) та партії інструментів, зіграні G Koop у 9 з 11 композицій. Усі треки спродюсував MoSS, перший підписант продюсерської компанії діджея Premier Works of Mart.
Альбом — колекція пісень, записана разом з MoSS з 1997 по 2000 р. Виконавчі продюсери: MoSS та Ден Ґрін.

## Список пісень
| #   | Назва                                | Тривалість |
| --- | ------------------------------------ | ---------- |
| 1.  | «Welcome»                            | 1:29       |
| 2.  | «Got Hungry»                         | 3:45       |
| 3.  | «You've Been Slain»                  | 1:59       |
| 4.  | «On & On»                            | 3:30       |
| 5.  | «I Am»                               | 3:21       |
| 6.  | «4 Stories»                          | 2:07       |
| 7.  | «Roughnecks» (з участю Deuce Wonder) | 4:26       |
| 8.  | «Cool Cats»                          | 3:25       |
| 9.  | «What You Want»                      | 3:31       |
| 10. | «Jack My Dick»                       | 3:20       |
| 11. | «Dope, Jobs, Homeless» (бонус-трек)  | 4:20       |